# Scopaeocharax rhinodus
Scopaeocharax rhinodus är en fiskart som först beskrevs av Böhlke, 1958.  Scopaeocharax rhinodus ingår i släktet Scopaeocharax och familjen Characidae. Inga underarter finns listade i Catalogue of Life.